# PLZ-07
Die PLZ-07 (andere Bezeichnung: Typ 07) ist eine chinesische Panzerhaubitze, die vom Rüstungskonzern Norinco hergestellt wird.

## Entwicklungsgeschichte

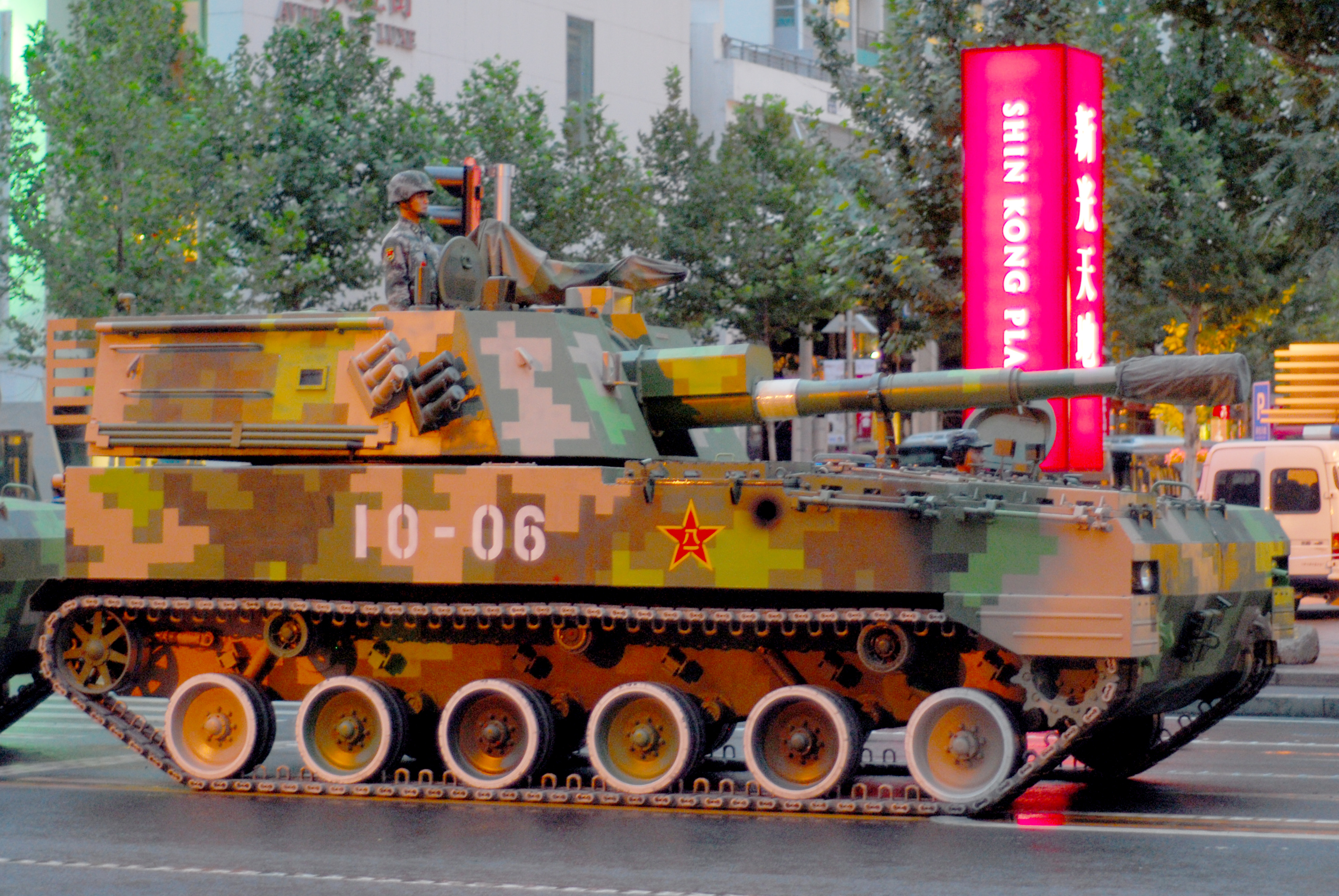
PLZ-07 im Jahr 2009 bei der ersten öffentlichen Präsentation

Die Volksbefreiungsarmee hatte bereits seit den 1970er-Jahren diverse Modelle mit 122-mm-Geschützen im Dienst, die aber hinsichtlich Feuerkraft und Mobilität nicht mehr den Anforderungen der Armee entsprachen. Die Modelle der Typen Typ 89, Typ 85 und Typ 70/70-1 sollen im Zuge der Einführung der PLZ-07 ausgemustert werden. Seit 2007 soll die PLZ-07 bei den Streitkräften im Zulauf sein, im Jahr 2009 anlässlich des 60. Jahrestages der Gründung der Volksbefreiungsarmee wurde sie erstmals auf einer Militärparade öffentlich gezeigt. Die PLZ-07-Panzerhaubitze wurde komplett vom chinesischen Rüstungskonzern Norinco entwickelt und wurde bisher nicht exportiert.

## Bewaffnung und Technik
Die Bewaffnung besteht aus einer 122-mm-Haubitze des Typs PL-96 mit 32 Kaliberlängen. Die maximale Feuerrate beträgt sechs bis acht Schüsse pro Minute. Bei längerem Feuerkampf wird die Feuerrate durch die thermische Belastung des Rohres jedoch minimiert. Die maximale Reichweite der Waffenanlage beträgt 18 km mit Standardgeschossen und bis zu 27 km mit reichweitengesteigerten ERFB-BB-RA-Geschossen.
Auf dem Dach des Turms befindet sich auch ein 12,7-mm-Maschinengewehr des Typs W85/QJC-88 zur Flugabwehr, das vom Kommandanten bedient wird. Sechs Nebelmittelwurfbecher sind an der Turmfront auf jeder Seite der Hauptkanone montiert. Der Höhenrichtbereich der Waffe beträgt −3° bis +70°. Beim Marsch wird das Rohr in einer Zurrgabel fixiert.
Der PLZ-07 verwendet das Chassis des Schützenpanzers ZBD-04. Der 544 PS starke Motor befindet sich auf der rechten Vorderseite und der Fahrerstand ist auf der linken Vorderseite. Die Besatzung kann das Fahrzeug über zwei Luken („Dach“) und eine Tür im Wannenheck betreten und verlassen, dem Fahrer steht eine eigene Luke zur Verfügung.

## Versionen
- PLZ-07/PLZ-07A: Version der Landstreitkräfte Chinas.
- PLZ-07B: Amphibische Version mit modifiziertem Chassis der chinesischen Marineinfanterie.[5]